# Robert Haab
Robert Haab ( 8 de Agosto de 1865 - 15 de Outubro de 1939) foi um político da Suíça.
Ele foi eleito para o Conselho Federal suíço em 13 de Dezembro de 1917 e terminou o mandato a 31 de Dezembro de 1929.
Robert Haab foi Presidente da Confederação suíça em 1922 e 1929.